# Discophora semperi
Discophora semperi är en fjärilsart som beskrevs av Moore 1895. Discophora semperi ingår i släktet Discophora och familjen praktfjärilar. Inga underarter finns listade i Catalogue of Life.